# Luděk Zahradníček
Luděk Zahradníček (* 11. prosince 1945, Brno) je český politik a diplomat, bývalý senátor za obvod č. 58 – Brno-město, bývalý chargé d’affaires v Harare a člen US-DEU.

## Vzdělání, profese a rodina
V roce 1967 vystudoval biochemii na Přírodovědecké fakultě Univerzita Jana Evangelisty Purkyně v Brně. V roce 1971 získal titul doktora na stejné fakultě. Mezi lety 1970-1977 pracoval jako klinický biochemik ve Fakultní nemocnici Brno. V letech 1977-1984 pracoval v Pasteurově ústavu v Tunisu a vyučoval na univerzitě v Sidi Bel Abbès v Alžírsku. V období 1985-1999 přednášel na Masarykově univerzitě jako externí spolupracovník.

## Politická kariéra
Ve funkčním období 1990-1994 působil jako náměstek primátora města Brna za Občanské fórum - Klub angažovaných nestraníků. Během volebního období vstoupil do Občanské demokratické strany.
Ve volbách 1996 se stal členem horní komory českého parlamentu, když v obou kolech porazil sociálního demokrata Viléma Buriánka. V Senátu zasedal ve Výboru pro zahraniční věci, obranu a bezpečnost a přesedal Mandátovému a imunitnímu výboru až do září 1998, kdy vystoupil z ODS a stal se členem nově vzniklé Unie svobody. V souvislosti s tím se na nátlak ODS předsednictví výboru vzdal. Ve volbách 1998 svůj mandát obhajoval, tentokrát již v barvách Unie svobody. Se ziskem 24,02 % skončil třetí a nedostal se ani do druhého kola. Ve volbách 2000 uvažoval, že bude kandidovat za některý brněnský senátní obvod, ale nakonec z toho sešlo.

## Diplomacie
V letech 1999-2004 pracoval na ministerstvu zahraničních věcí, kde se věnoval především přípravě vstupu České republiky do Evropské unie jako zástupce ředitelky odboru komunikační strategie. Mezi lety 2004-2008 působil jako chargé d’affaires v Singapuru. Od září až do listopadu 2008 byl velvyslancem se zvláštním posláním (Ambassador-at-Large) pro vědu a technologie. Od prosince 2008 do září 2012 zastupoval opět jako chargé d'affaires Českou republiku na velvyslanectví v Harare, které sloužilo společně pro Zimbabwskou republiku, Malawiskou republiku, Mosambickou republiku a Zambijskou republiku. Od roku 2013 je v důchodu a žije v Brně. V obecních volbách byl v říjnu 2018 a znovu v září 2022 zvolen zastupitelem městské části Brno-Útěchov.